# Ereca silvatica
Ereca silvatica is een hooiwagen uit de familie Assamiidae.